# Rakel (kommunikationssystem)
Se även Rakel (olika betydelser).

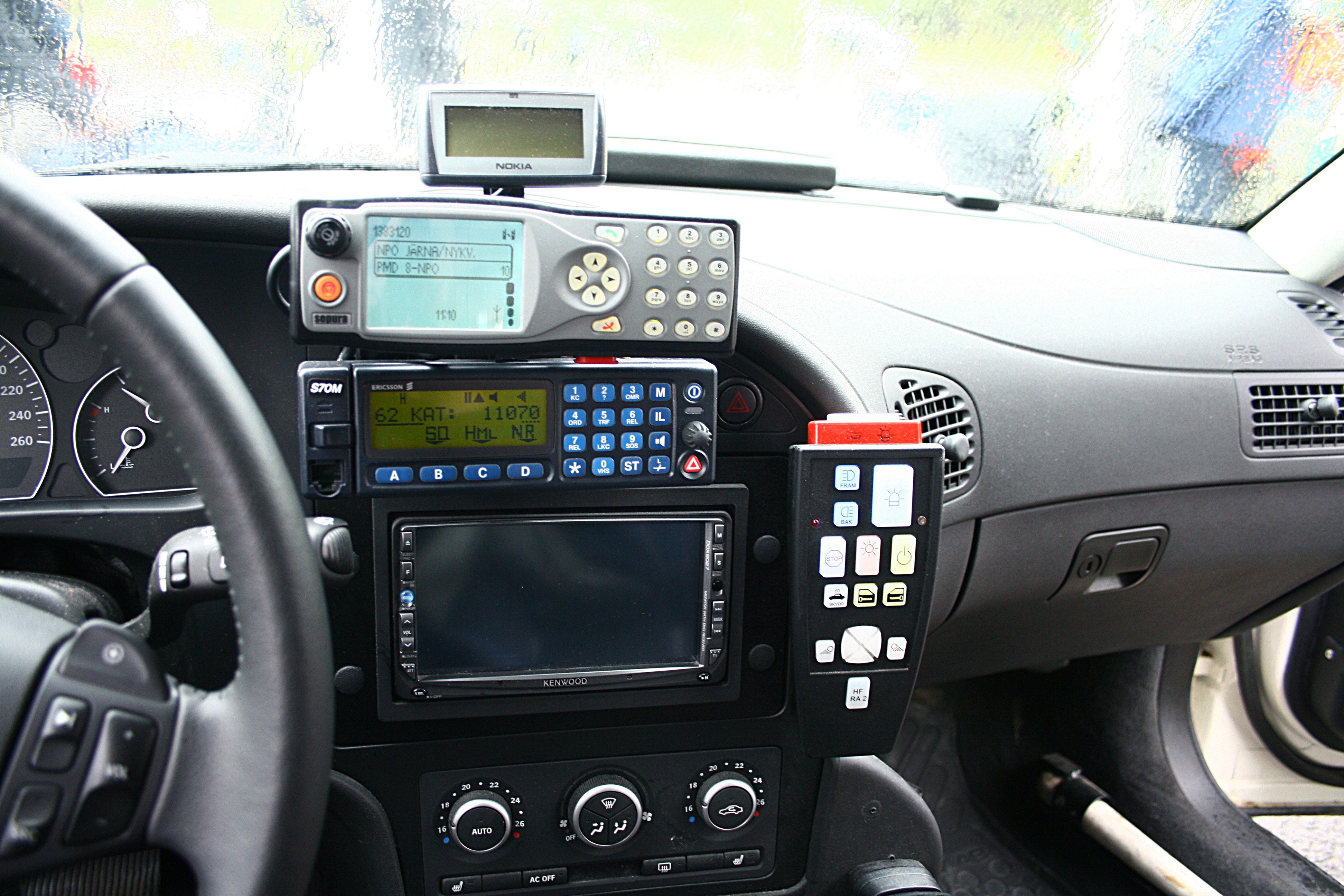
Fordonsterminal i polisbil (Sepura SRG3500)

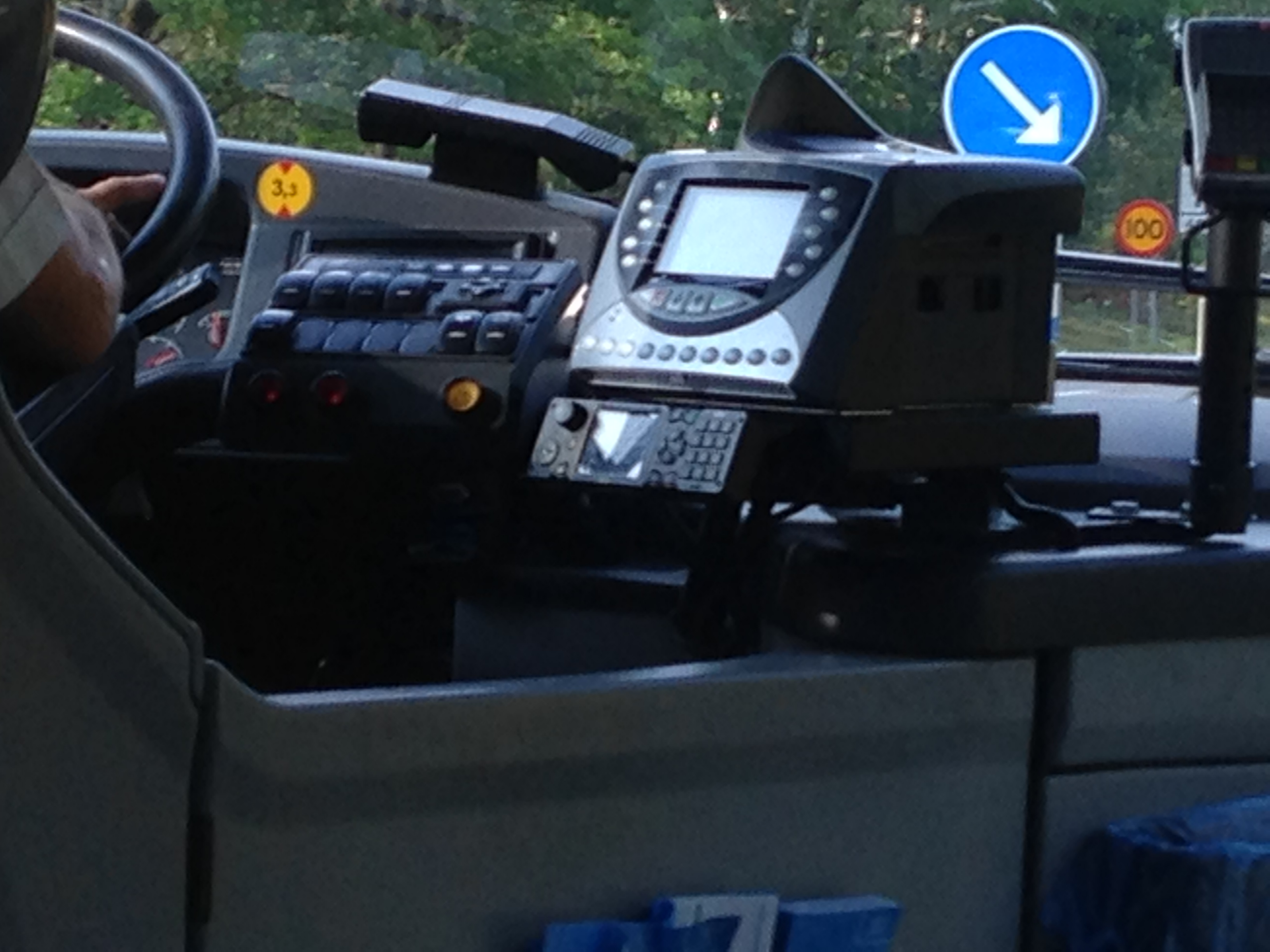
Fordonsterminal i buss (Sepura SRG3900)

Rakel (akronym för Radiokommunikation för effektiv ledning) är Sveriges nationella kommunikationssystem för aktörer med samhällsviktig verksamhet, till exempel Polismyndigheten, Tullverket, Försvarsmakten, räddningstjänst, ambulanssjukvård, Kriminalvården, Kustbevakningen, Sjöfartsverket, Trafikverket, Skatteverket, SOS Alarm och kommunal/statlig krisberedskap.
Infrastrukturen ägs av svenska staten och Myndigheten för samhällsskydd och beredskap (MSB) ansvarar för driften av Rakelsystemet, som togs i drift mellan 2006 och 2010.

## Historik
Sveriges riksdag beslutade 2003 om utbyggnad, finansiering och införande av Rakel. Ett gemensamt radiokommunikationssystem skulle ersätta fler än 200 olika analoga system för att stärka medborgarnas trygghet. 2007 trädde ett regeringsbeslut i kraft som innebar att fler aktörer än skydds- och säkerhetsmyndigheter kunde nyttja Rakel, till exempel kommunernas förvaltningar och elbolag. 
I december 2010 var Rakel färdigbyggt i hela landet. Utbyggnaden hade då genomförts under fem års tid, i sju etapper från söder till norr.
År 2014 pågick utbyggnad av AGA (Air-Ground-Air), basstationer avsedda för flygburen Rakelkommunikation.
Årsskiftet 2013/2014 fanns ca 50 000 användare och 460 organisationer med i Rakel.
År 2021 är cirka 600 organisationer med i Rakel. Tillsammans är antalet aktiva abonnemang cirka 82 000.

## Beskrivning
Rakel använder sig av Tetra-standarden som är framtagen för denna typ av tillämpning av European Telecommunications Standards Institute (ETSI).
Radiokommunikationen mellan radioterminal och basstation i Rakel har skydd mot obehörig avlyssning. Med tilläggstjänsten Rakel sekretess ges kryptering hela vägen från radioterminal till radioterminal genom nätet (end to end-kryptering).
Det finns två typer av Rakelterminaler. Den ena sitter i olika fordon (fordonsterminal). Den andra är handburen (handterminal) och ser ut som en walkie-talkie och används ungefär likadant. Användarna använder olika talgrupper. I en talgrupp kan alla höra alla. Man är inte begränsad geografiskt, utan en talgrupp kan vara spridd över hela Sverige om man så vill. Man kan också koppla upp samtal, individsamtal, mellan två specifika terminaler (eftersom de är tilldelade ett unikt nummer) för att kunna föra individsamtal utan att alla hör. Terminalerna kan också fungera, utan kontakt med basstationer, i så kallat direktläge (DMO). Då minskar räckvidden och mängden finesser minskar också. Vissa terminaler kan även agera som repeater (RMO) för DMO och utöka räckvidden i ett DMO-nät. Även funktionen Gateway (GMO) finns där en station länkar en talgrupp i Rakelnätet ut på en talgrupp i DMO. Man kan även kommunicera med användare i det vanliga telefon- och mobilnätet, förutsatt att den organisation man tillhör har valt den funktionen. Terminalerna kan positionsbestämmas då samtliga Rakelterminaler har inbyggd GPS, positionering kan även göras via den basstation man är ansluten mot.
I Norge, Finland och Danmark används system som bygger på Tetra-teknik och det finns tekniska lösningar för att möjliggöra kommunikation mellan Rakel- och Tetra-systemen i våra grannländer. Arbetet med att koppla samman det svenska och norska systemet var färdigt i slutet av år 2016. Även det svenska och finska systemet är sammankopplat.
Rakel täcker 99,84 procent av Sveriges befolkning och 95 procent av landets yta, undantaget fjällvärlden. Systemet är byggt och planerat för att klara svåra väderförhållanden och elavbrott. Till exempel används dubbla förbindelser på de flesta ställen och målet är att basstationerna ska ha reservkraft för sju dagars elavbrott.

## Kritik
Rakel har vid olika tillfällen fått kritik för bristande täckning. Bland annat polisen och ambulanssjukvården har över tid kritiserat Rakel för att täckningen har brister i parkeringsgarage, källare, större byggnader och vissa andra inomhusmiljöer. Även vissa bostadsområden, så som Brickebacken i Örebro, har haft dålig täckning.
Enligt Uppdrag granskning uppvisade systemet brister i täckning på landsbygden i samband med Skogsbränderna i Sverige 2018, vilket fick till följd att brandmän fick använda sina mobiltelefoner för kommunikation i stället för Rakel. Denna brist ska senare ha avhjälpts. Även fjällräddningen har kritiserat systemet för bristande täckning i fjällvärlden.
Rakels har även uppvisat bristande täckning i skärgården.

## Rakel G2
I juni 2020 tilldelades MSB två regeringsuppdrag för att framtidssäkra och uppfylla användarorganisationernas krav på bland annat dataöverföring. 

### Rakel G2 steg 1
MSB kommer att tillhandahålla tjänster för mobil datakommunikation med modern infrastruktur, på grund av ökade krav på säker och redundant dataöverföring från användarorganisationerna i Rakelsystemet. Systemet kommer att bygga på 3GPP-standard och tillhandahålls parallellt med dagens Tetra-nät. Tjänsten kommer att tillhandahållas senast september 2022.

### Rakel G2 utredningsuppdrag
Dagens Tetra-baserade nät beräknas att nå EoL (end of life) målet är att alla Rakelanvändare ska ha gått över i det nya systemet 2030. MSB föreslår att nätet skall ersättas med ett nytt 3GPP-baserat nät som täcker in användarorganisationernas krav på tal och datakommunikation. Exempelvis skall Rakel G2 ha kapacitet för att överföra patientdata mellan ambulans och sjukhus, överföra realtidsvideo från kroppsburna kameror hos polisen samt överföra strömmande video från exempelvis drönare vid räddningstjänstinsatser.